# Scaeva selenitica
Espèce
Scaeva selenitica est une espèce d'insectes diptères brachycères de la famille des syrphidés, de la sous-famille des Syrphinae.

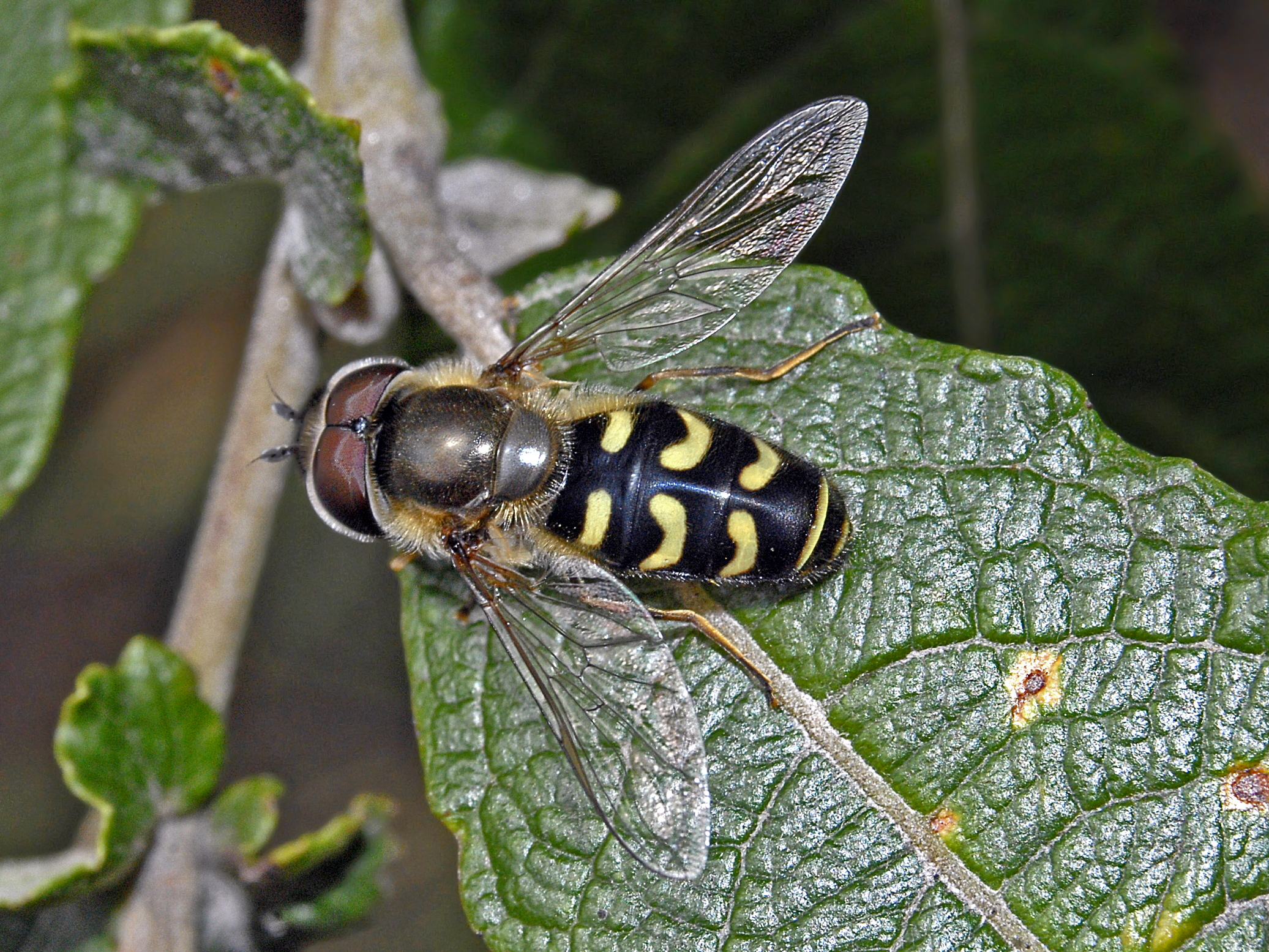
Scaeva selenitica mâle

## Description
Longueur du corps : environ 13 mm ; les lunules claires de l'abdomen sont parallèles au bord antérieur du tergite et s'amincissent en direction des bords extérieurs de l'abdomen (évoquent une virgule) ; chez l'espèce proche Scaeva pyrastri, les lunules sont disposées en oblique et restent à peu près de la même largeur jusqu'à la périphérie du corps.

## Nutrition
Les adultes butinent une grande variété de fleurs, les larves sont aphidiphages.